# Rezolucja Rady Bezpieczeństwa ONZ nr 249
Rezolucja Rady Bezpieczeństwa ONZ nr 249 została przyjęta jednomyślnie 18 kwietnia 1968 r.
Po przeanalizowaniu wniosku Mauritiusu o członkostwo w Organizacji Narodów Zjednoczonych, Rada zaleciła Zgromadzeniu Ogólnemu przyjęcie tego państwa do swojego grona.

## Źródło
- UNSCR - Resolution 249